# Sphaerodactylus streptophorus
Sphaerodactylus streptophorus — вид геконоподібних ящірок родини Sphaerodactylidae. Мешкає в Гаїті і Домініканській Республіці.

## Поширення і екологія
Sphaerodactylus streptophorus мешкають на півдні острова Гаїті, від основи півострова Тібурон на схід до півострова Бараона, на південь від гір Сель. Вони живуть в сухих і вологих тропічних лісах, серед опалого листя, трапляються на плантаціях. Зустрічаються на висоті до 425 м над рівнем моря.

## Збереження
МСОП класифікує цей вид як вразливий. Sphaerodactylus streptophorus загрожує знищення природного середовища. 